# Queen of the Universe
Queen of the Universe est une émission internationale de télé-crochet musical produite par World of Wonder et diffusée sur Paramount+.
L'émission est un concours de chant au cours duquel une drag queen est sélectionnée la « drag queen de l'Univers ». Chaque semaine, les candidates sont soumises à une évaluation de leur performance par un groupe de juges.
Le lancement de la série est annoncé le 25 février 2021 par World of Wonder.
En France, la série est diffusée depuis le 7 mars 2022 en version française sur MTV France.

## Juges deQueen of the Universe
Les candidates font chaque semaine face à un panel de jurés afin d'entendre les critiques de leur performance.
| Célébrité        | Saison       |
| Célébrité        | 1            |
| ---------------- | ------------ |
| Graham Norton    | Présentateur |
| Leona Lewis      | Principale   |
| Michelle Visage  | Principale   |
| Trixie Mattel    | Principale   |
| Vanessa Williams | Principale   |

## Récompenses
Chaque saison, la gagnante de l'émission reçoit une sélection de récompenses.
Saison 1 :
- 250 000 dollars.

## Résumé des saisons
| Saison | Date de première diffusion | Date de dernière diffusion | Gagnante   | Seconde(s) | Récompenses       |
| ------ | -------------------------- | -------------------------- | ---------- | ---------- | ----------------- |
| 1      | 2 décembre 2021            | 30 décembre 2021           | Grag Queen | Ada Vox    | - 250 000 dollars |

### Progression des candidates
| Drapeau du Brésil | Grag Queen |

| Drapeau des États-Unis | Ada Vox |

| Drapeau des États-Unis | Aria B. Cassadine |

| Drapeau du Royaume-Uni | La Voix      |
| Drapeau de l'Inde      | Rani KoHEnur |

| Drapeau de la France | Leona Winter |

| Drapeau de l'Australie | Gingzilla |

| Drapeau du Mexique | Regina Voce |

| Drapeau du Canada | Matante Alex |

| Drapeau du Danemark                         | Betty Bitschlap    |
| Drapeau des États-Unis                      | Chy'enne Valentino |
| Drapeau des États-Unis                      | Jujubee            |
| Drapeau des États-Unis                      | Novaczar           |
| Drapeau de la République populaire de Chine | Woowu              |

 La candidate a été éliminée une première fois avant de réintégrer la compétition.
 La candidate a été éliminée sans ordre particulier d'élimination.

## Saison 1 (2021)
La première saison de Queen of the Universe est diffusée à partir du 2 décembre 2021 sur Paramount+. Le casting est composé de quatorze candidates. Les juges principaux sont Leona Lewis, Michelle Visage, Trixie Mattel et Vanessa Williams.
La gagnante de la saison est Grag Queen, avec comme seconde Ada Vox.